# 彼德拉塔哈达
彼德拉塔哈达，是西班牙阿拉贡自治区萨拉戈萨省的一个市镇。 总面积23平方公里，总人口151人（2001年），人口密度7人/平方公里。